# Jan Smolka (voják)
Podplukovník Jan Smolka (2. prosince 1890 Velké Opatovice – 3. ledna 1948 Písek) byl legionář a důstojník československé armády.

## Život

### Mládí a první světová a ruská občanská válka
Jan Smolka se narodil 2. prosince 1890 ve Velkých Opatovicích v dnešním blanském okrese. Mezi lety 1904 a 1911 vystudoval v Brně reálku a poté v letech 1912 a 1913 učitelský kurz, aby poté nastoupil jako učitel na obecné škole. Odveden byl v roce 1911. V květnu 1915 byl poslán v pozici velitele čety a hodnosti podporučíka na ruskou frontu, kde v květnu téhož roku do zajetí. V prosinci 1916 se přihlásil do československých legií, přijat byl v září 1917. Absolvoval důstojnický kurz v Borispolu a poté sloužil u střeleckého pluku. Prošel sibiřskou anabází a v hodnosti kapitána se 31. července 1920 vrátil do Československa.

### Mezi světovými válkami
Po návratu z legií sloužil Jan Smolka jako velitel roty v Písku. Vzdělával se a hodnostně i pozičně stoupal. Již jako podplukovník byl v červenci 1934 odeslána na Slovensko a jmenován velitelem praporu umístěného v Banské Bystrici. 1. prosince 1936 byl jmenován velitelem praporu Stráže obrany státu v Lučenci a zároveň vojensko-technickým referentem u hlavního okresního úřadu tamtéž. Po odstoupení pohraničí Maďarsku se přesunul do Lovinobani. S vývojem situace se vyrovnával velmi těžce, což se odrazilo i v jeho hodnoceních.

### Druhá světová válka
Po vzniku Slovenského státu se Jan Smolka vrátil zpět do Písku. Odboje se účastnil jen pasivně, byl napojen na organizaci plk. Osvalda a ukrýval zbraň. Aktivně se zapojil až do květnového povstání v roce 1945.

### Po druhé světové válce
Po druhé světové válce čelil Jan Smolka propuštění z činné služby, ale dokázal svou činnost během okupace obhájit. Sloužil na posádkovém velitelství v Písku, do výslužby byl přeložen v březnu 1946, zemřel tamtéž 3. ledna 1948.

## Rodina
Jan Smolka se v červnu 1923 oženil s Marií Říhovou, v roce 1924 se mu narodila dcera Olga a roku 1926 dcera Jana.